# Colliguilla
Colliguilla es una localidad española del municipio de Cuenca, perteneciente a la provincia de Cuenca, en la comunidad autónoma de Castilla-La Mancha.

## Geografía
La localidad está ubicada junto al río Júcar.

## Historia
A mediados del siglo XIX, la aldea, por entonces dependiente del ayuntamiento de Cólliga, tenía contabilizada una población de 40 habitantes. Aparece descrita en el sexto volumen del Diccionario geográfico-estadístico-histórico de España y sus posesiones de Ultramar de Pascual Madoz de la siguiente manera:

COLLIGUILLA: ald. dependiente del ayunt. de Colliga en la prov., part. jud. y dióc. de Cuenca (1 1/2 leg.), aud. terr. de Albacete y c. g. de Castilla la Nueva. sit. al lado del rio Júcar en una pequeña eminencia en direccion del N., cuyo clima no es del todo sano, pues propende á causar calenturas intermitentes. Tiene 14 casas y una ermita, anejo de Colliga, de cuyo punto administran el pasto espiritual. Su térm. confina con el Júcar, por el S., con el de Albaladejito y Jabaga. El terreno es regular y produce granos de todas clases y abundancia de patatas. pobl. 11 vec., 40 alm. Paga de contr. 800 rs.
(Madoz, 1847, p. 545)

En la actualidad está considerada como pedanía de Cuenca.